# Komunitní rada Brooklynu 18
Komunitní rada Brooklynu 18 (Brooklyn Community Board 18) je komunitní rada v Brooklynu v New Yorku.
Zahrnuje části Canarsie, Bergen Beach, Mill Basin, Flatlands, Marine Park, Georgetown a Mill Island. Ohraničuje ji na západě Nostrand Avenue, na severu Long Island Rail Road, na východě Van Sinderen Avenue a Louisiana Avenue a na jihu Shore Parkway. Předsedou (2007) je Saul Needle a správcem Dorothy Turany. Má rozlohu 9,5 km² a v roce 2000 zde žilo 194 653 obyvatel.